# Producție de tip lean
Producție de tip lean (engleză: lean production sau pur și simplu lean) este un concept de administrare a întreprinderii, care consideră că cheltuielile de resurse pentru orice alt scop decât crearea de valoare pentru clientul final este o risipă și astfel, o țintă pentru eliminare. Lucrul trebuie analizat din punctul de vedere al clientului care consumă un produs sau un serviciu, iar "valoarea" este definită ca fiind orice acțiune sau proces pentru care clienții ar fi dispuși să plătească.
În esență, lean este orientat spre păstrarea valorii cu mai puțină muncă.
Dicționarul Business Dictionary a formulat următoarea definiție pentru fabricația Lean: „Lean Manufacturing implică eforturi permanente pentru a elimina sau a reduce <<pierderile>> (muda în japoneză) în proiectare, fabricație, distribuție și procese de service pentru clienți.”

## Geneza
Producția de tip Lean este o filosofie de management ce derivă în cea mai mare parte din Sistemul de Producție Toyota (Toyota Production System – TPS) (prin urmare, termenul de Toyotism este, de asemenea predominant) și identificat ca "Lean" doar în anii 1990. TPS este renumit pentru schimbarea atenției sale de la reducerea celor șapte pierderi originale de la Toyota la îmbunătățirea valorii generale pentru clienți, dar există diferite abordări cu privire la modul cel mai bun de realizare a acestui lucru. Creșterea constantă a companiei Toyota, de la o întreprindere mică la cel mai mare producător de automobile din lume, a atras atenția asupra modului în care a obținut acest succes.
Termenul a fost folosit pentru prima dată de John Krafcik în articolul său din anul 1988, „Triumful sistemului de producție Lean”, având la bază lucrarea sa de master de la Școala de management MIT. Krafcik a fost inginer în calitate la concernul Toyota-General Motors NUMMI din California înainte de a intra la studiile MBA ale MIT. Cercetarea lui Krafcik a fost continuată prin programul IMVP la MIT, care a produs cartea scrisă de autorii James P. Womack, Daniel Jones și Daniel Roos intitulată Mașina care a schimbat lumea.

## Aspectele de baza
Punctul de reper al conceptului lean reprezintă stabilirea valorii produsului pentru consumatorul final, luând în considerare fiecare etapă de creare a produsului. Sarcina principală este crearea unui proces continuu de eliminare a pierderilor, adică eliminarea oricăror acțiuni care consumă resurse dar nu creează valoare (sau nu sunt importante) pentru consumatorul final. Foarte des noțiunea de „pierdere” este denumită prin cuvântul "muda" (jap. 無駄 muda) acesta având sensul de cheltuieli, rămășițe, resturi, deșeuri etc. De exemplu, consumatorul nu consideră valoare faptul că produsul ori părțile lui componente se află în depozit și totuși în sistemul tradițional de administrare pierderile cauzate de menținerea produsului în depozit, corectarea defectelor sau alte cheltuieli indirecte, în final, sunt suportate de către consumator.
Prin analizarea problemei reducerii pierderilor, eforturile producției de tip lean rezolvă probleme de reducere a duratei ciclurilor de producție, standardizare, flexibilitate și răspuns rapid la nevoile clienților. În timp ce conceptul de reducere a pierderilor se poate aplica în orice domeniu, deoarece acestea sunt prezente atât în industria serviciilor și funcțiile de birou cât și în producție, majoritatea tehnicilor lean sunt specifice producției/fabricației și trebuie modificate pentru a putea fi implementate în afara mediului producției.

### Scopurile producției de tip lean
Scopurile producției de tip lean pot fi sintetizate astfel:
- Îmbunătățirea calității : întreprinderea trebuie să înțeleagă dorințele clienților și să elaboreze procese care să satisfacă aceste cerințe.

- Eliminarea pierderilor: sunt considerate „pierderi” orice activități care consumă timp, resurse sau spațiu de producție, fără ca acestea să adauge vreo valoare produsului sau serviciului.

- Reducerea timpului: acest obiectiv implică reducerea timpului utilizat pentru a termina orice activitate de la început până la sfârșit.

- Reducerea costurilor totale: pentru a minimiza costurile, întreprinderea trebuie să producă numai la cererile clienților.

Supraproducția are ca efect majorarea costurilor pentru stocarea produselor.

## Tipuri de pierderi
Pierderile dintr-o întreprindere, în sensul de cheltuieli de resurse care nu adaugă valoare reală produsului, sunt grupate de regulă în opt categorii: pierderi de supraproducție, din timpi de așteptare, din transport, în procesare, pierderi datorită stocurilor existente, datorită mișcărilor care nu sunt necesare, produse defecte, personal neutilizat.
Pierderile din supraproducție sunt vizibile sub forma stocurilor de produse finite, nevalorificate prin comercializare. Aceste „pierderi” împiedică întreprinderea de a face corecții și îmbunătățiri.
Pierderile prin timpi de așteptare includ timpii în care piesele de prelucrat stau în așteptare lângă mașini pentru a fi prelucrate sau când un muncitor stă fără scop lângă o mașină automată. De asemenea, această categorie include timpii „morți” pentru așteptarea de componente, așteptarea pentru reglaje, așteptări pentru instrucțiuni, întreruperi ale procesului de producție la trecerea de la un schimb de lucru la cel următor etc.
Pierderile din transporturi inutile. Se consideră că în procesul de fabricație transportul nu adaugă valoare produsului. Aceste pierderi din transport apar când obiectele muncii sunt deplasate la o distanță ne-necesară sau când sunt transportate pentru o stocare temporară înainte de procesarea finală. Pierderile din transporturi inutile trebuie minimizate sau eliminate (de exemplu, organizând celule de fabricație).
Pierderile în procesare apar în performanțele slabe ale mașinilor în procesarea/prelucrarea obiectelor muncii, datorită unor mașini-unelte sau procese inadecvate în ceea ce privește capabilitatea procesului.
Pierderile datorită stocurilor existente sunt constituite din producția neterminată aflată între operațiile tehnologice, pierderi datorită loturilor mari sau proceselor cu timpi pe ciclu mari. Existența unor stocuri care nu sunt necesare indică lipsa unui sistem de fabricație bine organizat. Cauza principală a acestei categorii de stocuri constă în existența unui flux neechilibrat al procesului, cu timpi mult diferiți pe operațiile tehnologice amplasate pe linia tehnologică în flux.
Pierderile datorită mișcărilor care nu sunt necesare se referă la mișcări ale operatorilor la locurile de muncă, ale mașinilor amplasate la aceste locuri de muncă și în cadrul transportului interoperații. Lipsa unei proiectări ergonomice a locurilor de muncă poate contribui la mișcări ne-necesare ale operatorilor în timpul îndeplinirii sarcinilor de muncă. În locul automatizării unor mișcări din categoria „pierderilor”, trebuie îmbunătățită însăși structura operației.
Pierderi prin produse defecte. Produsele defecte reprezintă pierderi de bani, timp și resurse. Este necesar să se aplice acțiuni preventive pentru eliminarea cauzelor de apariție a defectelor, în locul constatării defectelor și a remedierii produselor defecte. Defectele pot fi cauzate de specificații incomplete, lipsă de instruire, control insuficient al proceselor, mentenanță necorespunzătoare a echipamentelor.
Pierderile datorită personalului neutilizat trebuie reduse prin transferarea personalului din această categorie în alte domenii de activitate utilă din întreprindere.
Ideea esențială a fabricației lean este de a comprima/reduce perioada dintre primirea comenzii clientului și încasarea plății pentru produsele expediate, prin eliminarea pierderilor. Rezultatele acestei comprimări a perioadei sunt o productivitate mărită, creșterea vitezei cu care sistemul de producție generează bani prin vânzări, costuri de fabricație reduse, satisfacție mărită a clienților datorită livrării la timp a unor produse de calitate îmbunătățită.
Există o serie de tehnici/instrumente pentru implementarea fluxului de valori, în care se includ: schițarea fluxului de valori, locuri de muncă vizualizate, reducerea timpilor de reglare, fabricația în sisteme flexibile, sistemul de "tragere a fluxului" și mentenanța totală a mașinilor și utilajelor.
Schițarea fluxului de valori este de obicei prima etapă în evaluarea procesului de fabricație  existent. O schiță a fluxului de valori este o imagine vizuală a fluxului procesului, fiind reprezentate grafic atât fluxul material cât și fluxul informațional. Această reprezentare grafică (diagramă de flux) este utilizată pentru a crea un instantaneu al "stării prezente" a procesului de fabricație. Diagrama de flux a stării prezente permite identificarea tuturor fazelor care adaugă valoare și a celor care nu adaugă valoare în procesul existent. Se poate crea apoi o schiță/diagramă a "stării viitoare" a procesului care indică fluxul de valori îmbunătățit, accelerat. Diagrama stării viitoare trebuie să aibă în vedere ca o comandă  pentru un produs să poată "înainta" continuu, fără fluxuri inverse sau opriri. 
Sisteme vizualizate ale locurilor de muncă. Un sistem vizual la locul de muncă trebuie să răspundă la următoarele șase întrebări: "unde, ce, când, cine, cât, cum". Există următoarele instrumente vizuale de bază: indicatoare vizuale, semnale vizuale, controale vizuale și garanția vizuală de asigurare împotriva efectelor erorilor.
Reducerea timpilor de reglare este o cerință determinată de necesitatea de a putea modifica un proces pentru a produce un produs diferit în timp cât mai scurt. Timpii de schimbare la trecerea de la un produs la altul diferit nu adaugă valoare  și trebuie să fie minimizați.
Fabricația în sisteme flexibile. Construcția celulelor de fabricație flexibile contribuie la realizarea unor fluxuri simplificate prin integrarea operațiilor procesului într-un flux material unic.
Sistemul de "tragere" a fluxului (pull system, în engleză)  este o metodă de controlare a fluxului de resurse, prin înlocuirea numai a ceea ce clientul (intern sau extern) a "consumat". Acest sistem permite să fie eliminate sursele de pierderi în fluxul de producție.
Mentenanța totală a mașinilor și utilajelor constă dintr-un program de mentenanță a mijloacelor de producție  pe întreaga întreprindere, care să acopere întregul ciclu de viață al acestora. Scopul unui astfel de program este de a minimiza timpii de nefuncționare (indisponibilitate) datorită mentenanței.
Principiile producției lean (denumită și producție suplă sau producție la costuri minime) sau în general ale gândirii suple se aplică la orice ramură de producție, de la agricultură până la construcții aerospațiale și la orice procese, de la cele de fabricație cu caracter iterativ, până la asamblarea unor produse conform unor cerințe specifice ale clienților.